# Pesayangan
Pesayangan is een bestuurslaag in het regentschap Tegal van de provincie Midden-Java, Indonesië. Pesayangan telt 7360 inwoners (volkstelling 2010).